# キンチェシュ・ティボル
キンチェシュ・ティボル（Kincses Tibor 1960年2月12日 - 2025年6月9日?）は、ハンガリーのケチケメート出身の柔道選手。階級は60kg級。身長167cm。

## 人物
1980年モスクワオリンピック60kg級では銅メダルを獲得した。1981年のヨーロッパ選手権では5位、世界選手権では7位に終わった。
2025年6月9日、ハンガリー柔道協会は訃報を発表した。66歳没〔ママ〕。

## 主な戦績
- 1980年 - オランダ国際　3位
- 1980年 - モスクワオリンピック　3位
- 1981年 - ヨーロッパ選手権　5位
- 1981年 - 世界選手権　7位
- 1984年 - オランダ国際　3位